# Stim (upphovsrättsorganisation)

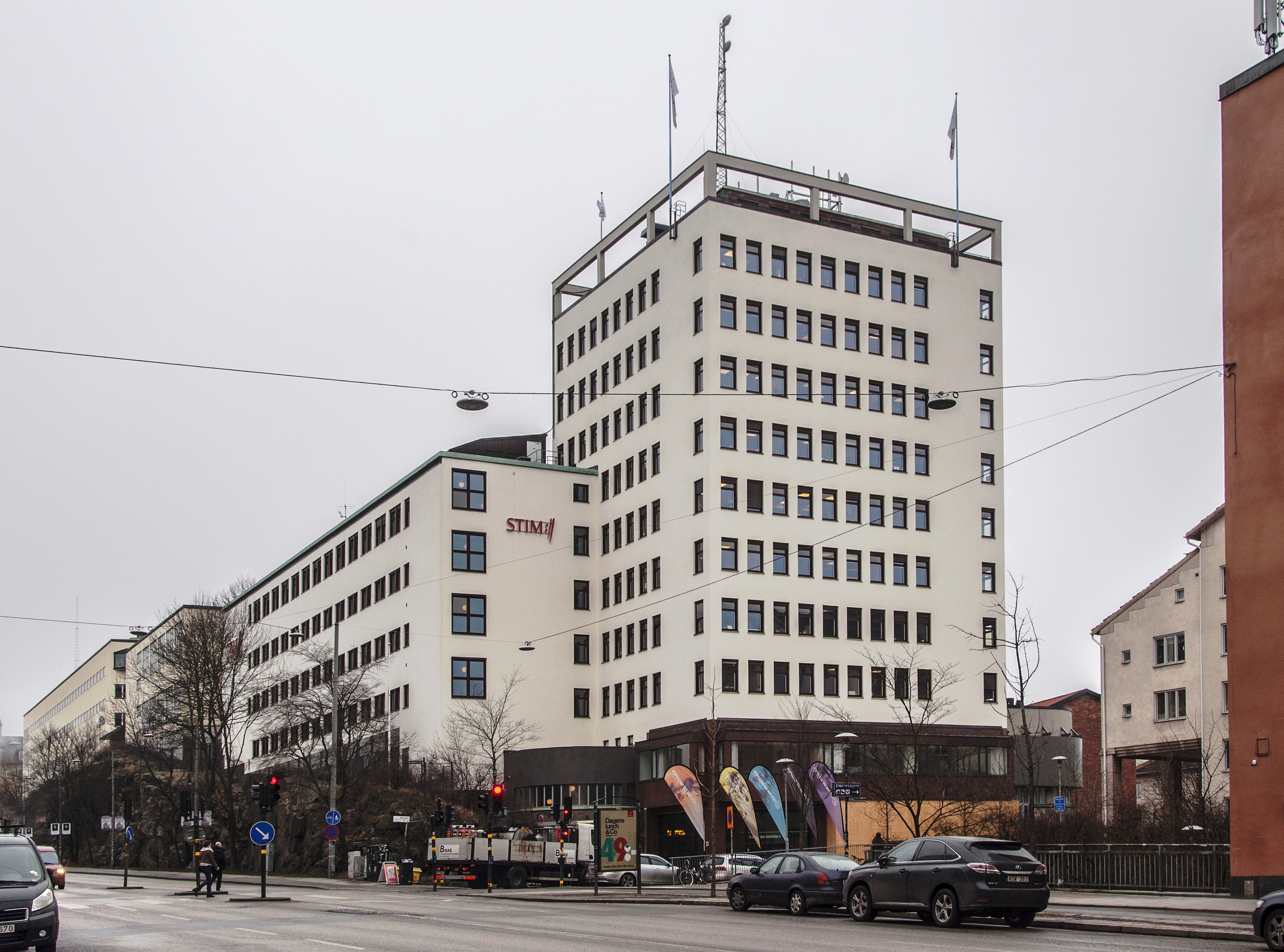
Stim:s kontor i f.d. Teleskolan vid Hornsgatan i Stockholm.

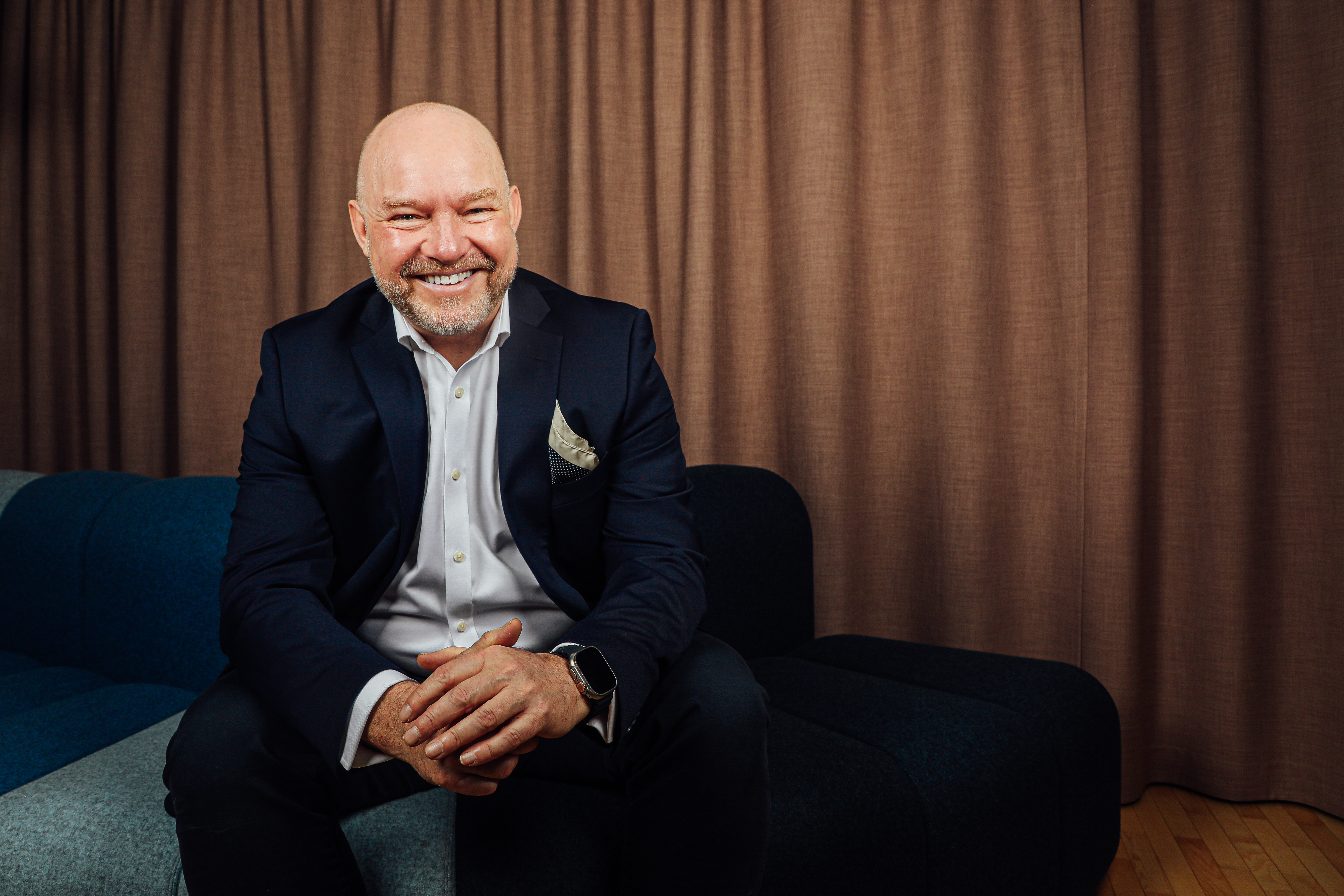
Stims vd Casper Bjørner

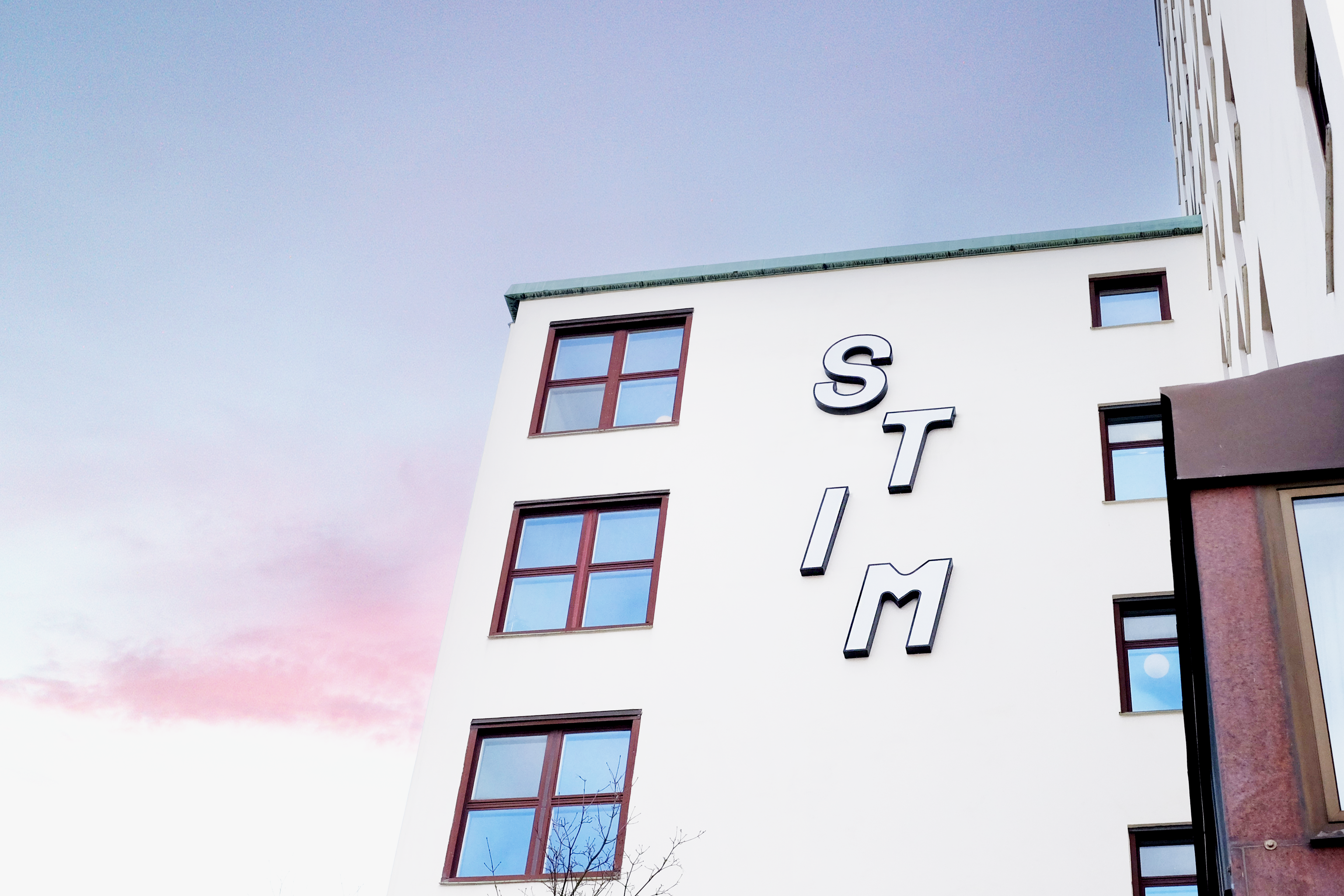
Närbild på Stimhuset på Hornsgatan i Stockholm

Stim är en svensk ekonomisk förening, som grundades 1923 med namnet Svenska Tonsättares Internationella Musikbyrå (STIM), för att förvalta den ekonomiska delen av upphovsrätten till främst svensk musik för dess medlemmars – kompositörer, textförfattare och verkarrangörer, samt musikförlag – räkning. Genom avtal med liknande organisationer i andra länder förvaltar Stim också utländsk musiks rättigheter och ersättningsavtal i Sverige. I praktiken sker detta med hjälp av "Stimpengar" – en ersättning som alla som framför musik offentligt enligt upphovsrättslagen måste överföra till Stim för vidare årlig fördelning till verkens upphovsrättsinnehavare.
Stim är delansvarig för Nordisk Copyright Bureau (NCB) och Export Music Sweden och driver också Svensk Musik, som dokumenterar och informerar om upphovsrättsligt skyddad svensk musik. Den driver även skivbolaget Phono Suecia och musikförlaget Edition Suecia.
Stim har sedan 2012 sitt säte på Hornsgatan i Stockholm.

## Historik

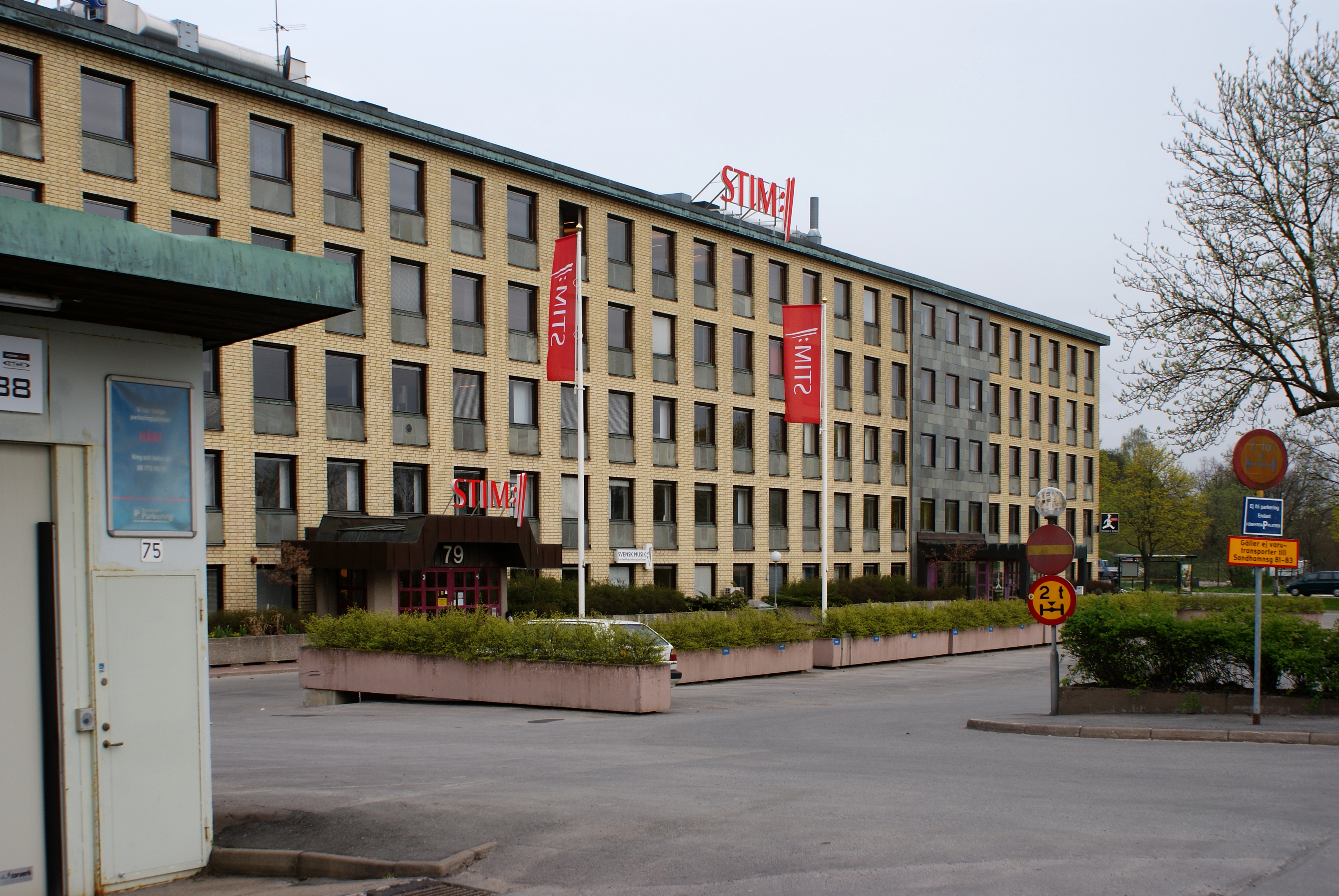
Stim:s tidigare kontor i det så kallade Stimhuset vid Gärdet i Stockholm. Byggnaden revs år 2014.

År 1851 bildades i Frankrike det första upphovsrättssällskapet (SACEM), efter att världens första upphovsrättslagstiftning också författats där i samband med Franska revolutionen år 1791. I Bern upprättades 1886 ett internationellt regelverk för likahantering av upphovsrätt internationellt, Bernkonventionen, till vilket Sverige anslöt sig 1904, för att 1919 stifta den första svenska upphovsrättslagen. I denna undantogs dock sällskapsdans. År 1923 bildades Stim med knappa resurser, ideellt arbete och sitt första kontor i dess förste ordförandes, Natanael Bergs, bostad. Intresset från restauranger och biografer att betala ersättning för musikverk var svalt inledningsvis. Redan 1924 blev Kurt Atterberg ny ordförande och 1927 innefattades även ersättning för sällskapsdansen i verksamheten. År 1943 blev Stim en av grundarna av Nordisk Copyright Bureau (NCB) för skivproduktionshanteringen. År 1944–2003 tillsatte på Stim:s begäran svenska staten föreningens ordförande och två andra styrelseledamöter.
Stim är ansluten till flera internationella paraplyorganisationer inom området, såsom CISAC (Paris-baserat globalt samarbetsorgan sedan 1926), GESAC (europeiskt samarbetsorgan sedan 1990), BIEM (förhandlingsorganisation för internationella inspelningsrättigheter) och WIPO (FN-organ för rättighetsfrågor).

## Verksamhet
I egenskap av svensk förvaltare av den ekonomiska upphovsrätten för verk inom musikområdet, bevakar Stim den offentliga användningen av musik i Sverige samt anslutna svenska medlemmars ersättningsrätt vid offentlig användning av deras musikverk utomlands. För det ändamålet sluter Stim avtal med upphovsrättsinnehavare inom musikområdet, såsom tonsättare/låtskrivare, textförfattare/librettister, verkarrangörer och musikförlag. Om upphovsrätten till ett verk har överlåtits, sålts eller ärvts av någon annan part, sluts avtal med denna. Dessa anslutna personer/parter blir därmed medlemmar med rösträtt i Stim på obegränsad tid. Stim ägs därför av sina medlemmar, som förbinder sig att registrera sina verk eller bearbetningar/arrangemang i Stims verkregister för att därmed vara berättigade till ekonomisk ersättning, då verken på något sätt framförs eller görs tillgängliga offentligt för allmänheten.
För medlemmarnas räkning skriver sedan Stim avtal med verksamheter/företag, som framför eller tillgängliggör registrerad musik för allmänheten. Dessa kan vara radio- eller TV-kanaler, även webbradio och webb-TV och andra musikanvändare/musikförmedlare på Internet/mobilt internet, samt förmedlare av ringsignaler till mobiltelefoner. Det kan också vara teatrar, filmbolag, konsertarrangörer, dansarrangörer, orkestrar/musikensembler/sångkörer, kyrkor etc och andra verksamheter, som tillhandahåller musik för allmänheten genom TV/radio eller inspelningar/levande musik i sina verksamhetslokaler. Exempel på dessa kan vara butiker, restauranger, hotell, spaanläggningar, idrottsevenemang, föreningsverksamhet, skolor. Genom de olika sorternas avtal utdelar Stim musiklicenser till dessa olika musikanvändare. I utbyte betalar musikanvändarna varje år in rättighetsavgifter till Stim i förhållande till den mängd och typ av musikanvändning de har i sina verksamheter. Dessa pengar fördelas sedan enligt olika regelverk till Stims medlemmar. De utbyter också ömsesidigt rapporter och ersättningar med motsvarande rättighetsorganisationer i andra länder för framföranden av musik internationellt. Dotterverksamheten NCB bevakar rättigheter och ersättningar vid till exempel skivproduktion med registrerade musikverk.
Stim avräknar en del av intäkterna till sin verksamhet och till ett antal årliga stipendier till medlemmar.
Stim bevakar inte de ideella rättigheterna, exempelvis om någon plagierar verket eller använder det i ett för upphovsmannen kränkande syfte, utan endast de ekonomiska rättigheterna.
Pengarna fördelas (2014) ofta till fördel för hit-musik och musik som spelas på radio och TV framför lugn musik som spelas på till exempel spaanläggningar. Detta trots att Stim har tillgång till detaljerade listor över vilken musik som spelas på åtminstone vissa av anläggningarna. Av Stims 74 000 anslutna upphovsmän är det bara en tredjedel som får pengar från STIM, 5000 som får det regelbundet och endast 100 som kan leva på den upphovsrättsskyddade musiken.:14m5s

### Medlemskapsvillkor
För att en kompositör, textförfattare eller arrangör ska kunna ansluta sig till organisationen måste den ha skapat ett musikaliskt verk som har framförts offentligt och/eller blivit inspelat och utgivet. Även musikförlag kan ansluta sig. När en upphovsrättsinnehavare ansluter sig, så upplåter vederbörande via kontrakt alla sina rättigheter och ansvar för att ge tillstånd till samt ta betalt för användningen av musiken/texten i offentliga sammanhang. Detta gäller automatiskt samtliga musikaliska verk personen är upphovsman till, och kommer att gälla så länge han eller hon är medlem. Medlemmen överlåter alltså alla sina rättigheter som upphovsman att ge till exempel ensamrätt till någon att framföra verket offentligt, och kan således inte, personligen, ge sådana tillstånd eller välja att släppa ett visst verk under exempelvis en Creative Commons-licens. Har personen någonsin släppt ett verk under en liknande licens (exempelvis copyleft), så kan han/hon rent tekniskt sett med dagens regler, aldrig gå med i Stim utan att bryta mot antingen kontraktet med Stim eller licensen.[källa behövs] Det gäller även upphovspersonen själv, som utan Stims tillåtelse till exempel inte får skapa en webbplats där vederbörande säljer sina verk. Stim gör dock undantag för egen musik på upphovsmannens privata webbplats om denna har full egenkontroll över sajten (vilket alltså inte inkluderar till exempel Myspace) om inga kopplingar till kommersiella företag görs.
Medlemskap i Stim medför automatiskt medlemskap i Nordisk Copyright Bureau (NCB), vilken förvaltar frågor rörande skivproduktion och därmed också rätten att trycka skivor, så kallade mekaniska rättigheter. NCB kräver att upphovsmannen trycker en text motsvarande "Alla rättigheter reserveras/All rights reserved" på skivan, vilket ytterligare omöjliggör till exempel en Creative Commons-licens på ett eller flera verk (där motsvarigheten är "Some rights reserved"). En medlem som vill trycka sin egen musik på till exempel en cd-skiva måste betala till NCB, utom i speciella undantagsfall i små upplagor. Även icke ansluta upphovspersoner måste visa ett "fribrev" (ett godkännande) från NCB för att tryckeriet ska trycka skivan.[källa behövs]
Det officiella syftet med detta är, att Stim och NCB vill avtala om så mycket musik som möjligt för att förenkla för exempelvis radiostationer som vill spela ett verk, eller för musiker som vill spela in en cover, utan att behöva avtala med olika upphovsrättsparter och istället ha ett enda centralt avtal.[källa behövs] Regelverken om avtal och avgifter gäller även när upphovspersonen framför sin egen musik offentligt, om vederbörande inte själv arrangerar hela tillställningen.[källa behövs]
En person som inte accepterar ovanstående inskränkningar i sin upphovsrätt, till exempel möjligheten att själv, personligen, avtala om sin musik, välja att släppa vissa verk fritt på Internet och så vidare och därmed inte ansluter sig till Stim har ingen möjlighet att få betalt genom Stim när vederbörandes musik framförs offentligt. Stim samlar dock in pengar även för icke ansluten musik med motiveringen att en upphovsperson kan ansluta sig i efterhand och få betalt retroaktivt i upp till tre år. Det är möjligt för en upphovsperson att som alternativ ansluta sig till en liknande organisation i ett annat land, även om samordnade internationella regler gäller.
Ersättningens storlek beror på antalet upphovsmän verket har, verkets speltid, var verket spelats, antal lyssnare, i vilket sammanhang, samt en gradering av verkets form, struktur och komplexitet. Till exempel graderas ett orkesterverk i allmänhet högre än en punklåt.[källa behövs]

### Några internationella organisationer
- International Federation of the Phonographic Industry (IFPI)
- American Society of Composers, Authors, and Publishers (ASCAP) (amerikansk motsvarighet)
- BMI (en av två motsvarigheter i USA)
- SACEM (fransk motsvarighet)

## Källhänvisningar
1. ↑  Svenska Tonsättares Internationella Musikbyrå, STIM (26 maj 2021). ”Rapport från årsstämman 2021” (på svenska). Pressmeddelande.  Läst 30 aug 2021.
2. ↑  http://www.stim.se/sv/OM-STIM/Om-upphovsratt/Upphovsratt---fordjupning/
3. 1 2  "Stimpirater och funny money" (tidigare kallat "Musikens miljoner som kan hamna i fel fickor"), Kaliber, Sveriges radio, 9 november 2014. Läst och hört den 6 april 2020.
4. 1 2  ”Arkiverade kopian”. Arkiverad från originalet den 10 maj 2011. https://web.archive.org/web/20110510124351/http://www.stim.se/sv/OM-STIM/Fragor--svar1/Anslutning/. Läst 18 april 2011.
5. ↑  ”Arkiverade kopian”. Arkiverad från originalet den 3 februari 2008. https://web.archive.org/web/20080203223902/http://www.ncb.dk/english/02/medlemgenerel.html. Läst 25 januari 2008.
6. ↑  http://www.stim.se/sv/KUNDER/Skivutgivning-NCB/Information-pa-etiketten/
7. ↑  ”Arkiverade kopian”. Arkiverad från originalet den 17 april 2011. https://web.archive.org/web/20110417003433/http://www.stim.se/sv/MUSIKSKAPARE/Ge-ut-egen-musik/. Läst 18 april 2011.
8. ↑  ”Arkiverade kopian”. Arkiverad från originalet den 10 maj 2011. https://web.archive.org/web/20110510122714/http://www.stim.se/sv/OM-STIM/Fragor--svar1/Upphovsratt/. Läst 18 april 2011.
9. ↑  ”Arkiverade kopian”. Arkiverad från originalet den 10 maj 2011. https://web.archive.org/web/20110510122633/http://www.stim.se/sv/OM-STIM/Fragor--svar1/Anmala-verk/. Läst 18 april 2011.
10. ↑  http://www.stim.se/sv/MUSIKSKAPARE/Anmal-din-musik/Gradering/